# Marlin (Pennsylvania)
Marlin è un census-designated place (CDP) degli Stati Uniti d'America situato nello stato della Pennsylvania, nella contea di Schuylkill.